# André Pilette
André Pilette (6 de outubro de 1918 - 27 de dezembro de 1993) foi um automobilista belga que participou de nove Grandes Prêmios de Fórmula 1 entre 1951 e 1964. Seu melhor resultado foi o 5º lugar na Bélgica de 1954. 
É pai do também automobilista Teddy Pilette.